# Isola Argentarola
L'isola Argentarola è un'isola del mar Tirreno situata di fronte alla costa occidentale di Monte Argentario. La sua ubicazione è a ovest del promontorio su cui sorge la torre di Cala Moresca e della vicina omonima cala.

## Caratteristiche
La piccola isola, priva di strutture architettoniche, presenta sulla sponda settentrionale bassa vegetazione tipica della gariga, mentre sul versante opposto ne risulta priva.
L'isola è famosa per una grotta che si apre a 23 metri di profondità, sito rilevante nell'ambito delle ricerche condotte per lo studio del clima ed in particolare dei cambiamenti che si sono verificati nel passato cui sono correlati abbassamenti ed innalzamenti del livello del mare.